# Musée de l'Abbaye de Westminster

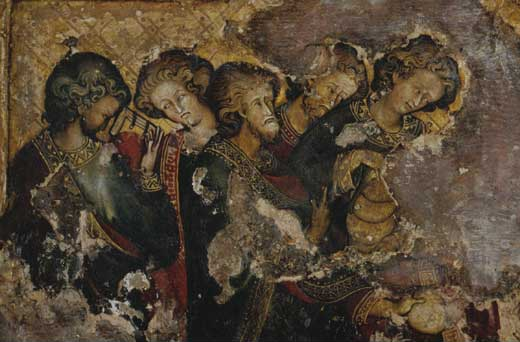
La Multiplication des pains, section la mieux préservée du retable de Westminster conservé dans le musée de l'abbaye.

Le musée de l'Abbaye de Westminster est situé dans la crypte voûtée de Saint-Pierre (Saint Peter), datant du XIe siècle, sous les anciens dortoirs des moines de l'abbaye. C'est l'une des parties les plus anciennes de l'abbaye, datant environ de la fondation de l'église normande par le roi Édouard le Confesseur en 1065. Cet espace est utilisé comme musée depuis 1908.

## Exposition
L'exposition comprend une collection unique d'effigies royales et funéraires (selle, casque et bouclier d'Henri V), ainsi que d'autres trésors, comprenant des panneaux de verre médiéval, des fragments de sculpture du XIIe siècle, la chaise du couronnement de Mary II, des répliques de la regalia du Couronnement, des effigies de Édouard III, Henri VII et sa reine, Élisabeth Ire, Charles II, William III, Mary II et la reine Anne.

Des effigies en cire plus récentes présentent une ressemblance frappante avec le vicomte Horatio Nelson portant ses propres vêtements et avec le fameux Premier ministre William Pitt, comte de Chatham, modelés par une Américaine appelée Patience Wright. Pendant la récente préservation de l'effigie  de Élisabeth Ire, un corset unique datant de 1603 a été découvert sur celle-ci et est maintenant exposé séparément.

Un ajout récent à l'exposition est le retable de Westminster datant du XIIIe siècle, la plus vieille pièce d'autel d'Angleterre. Il a sûrement été conçu pour le grand autel de l'abbaye, bien qu'il ait été abîmé au cours des siècles. Le panneau derrière l'autel a été nettoyé et conservé de manière experte. Un des éléments montre le personnage de saint Pierre, le saint patron de l'abbaye.